# Коллекта
Колле́кта (от лат. oratio collecta — «соборная молитва») в католическом и лютеранском богослужении (латинского обряда) — краткая молитва, читаемая обычно в начале мессы и передающая в сжатой форме смысл текущего дня или праздника (в этом смысле её можно назвать аналогом тропаря дня в богослужении византийского обряда). Коллекта обычно предваряется возгласом Oremus («помолимся»), а заканчивается славословием и ответом народа «аминь». В русском переводе миссала коллекта называется «вступительной молитвой», что, однако, не совсем корректно, поскольку коллекта читается также в конце богослужений литургии часов.
Например, завершающая коллекта Немецкой мессы в переводе звучит так:

Благодарим Тебя, Всемогущий Боже, что укрепил нас спасительным даром Твоим, и молим Тебя ради милости Твоей, да утвердится им наша вера в Тебя и искренняя любовь среди всех нас, ради Иисуса Христа Господа нашего. Аминь